# Stridsvagn Typ 10
Stridsvagn Typ 10 (japanska: 10式戦車, 10 Shikisensha, det vill säga "stridsvagn modell 2010") är en fjärde generations Japansk huvudstridsvagn producerad av Mitsubishi Heavy Industries. Den introducerades i JSDF 2012 och är aktiv än idag. Den planeras att ersätta de äldre Stridsvagn Typ 74-vagnarna.